# E-Government
E-government, někdy psaný jako eGovernment, je zkratkou anglického electronic government, tedy elektronické vlády. Je to digitální interakce, na které se nějakým způsobem účastní veřejná správa. Tedy každé uspořádání nebo činnost, která využívá informační a komunikační technologie k poskytování lepších veřejných služeb občanům a podnikům. Cílem je rychlejší, dostupnější, spolehlivější a levnější poskytování služeb.
Za další vývojový stupeň je někdy označováno e-governance (elektronické vládnutí).

## Definice
Definicí významu pojmu e-Government existuje celá řada, například:
- Veřejná správa prostřednictvím elektronických technologií.[3]
- Využívání informačních technologií veřejnými institucemi pro zajištění výměny informací s občany, soukromými organizacemi a jinými veřejnými institucemi za účelem zvyšování efektivity vnitřního fungování a poskytování rychlých, dostupných a kvalitních informačních služeb.[4]
- Technika veřejné správy s využitím nástrojů ICT. Používají se pojmy jako elektronizace nebo informatizace veřejné správy.[5]

## Rozsah pojmu
E-government často provází následující činnosti nebo je jejich součástí:
- správa věcí veřejných (governance),
- používání informačních a komunikačních technologií na úřadech,
- radikální změna úředních postupů (Business Process Reinženýring = BP Reengineering),
- interakce typu e-citizen na všech úrovních správy (město, stát, mezinárodní).

Konkrétně sem patří použití telefonů, ale i dohledových a sledovacích (trackingových) systémů, jako jsou kamery a RFID, a dokonce i používání televize a rádia k poskytování informací a služeb občanům. Zahrnuje hromadné rozesílání varovných SMS, online zprávy vyměňované s úřady (instant-messaging), audio/video prezentace, provádění finančních transakcí jako jsou vratky daní, žádosti o granty a mnohé další.
Právě na technologie patřící pod pojem e-citizen, tedy elektronické interakce úřad-občan, je často zužován celý obsah pojmu e-government. Můžeme sem však zařadit i mnoho činností, kterých se občané přímo neúčastní a technologií, které nejsou online, případně nepoužívají internet. Například biometrické identifikace, monitoring úředně regulovaných činností (STK, palírny), řízení veřejné dopravy, osobní i parkovací firemní karty, parlamentní hlasování a podobně.

## Výhody a nevýhody
Nejčastější motivací pro zapojení webu, internetu a moderních technologií do služeb úřadů a veřejnosti je zvýšení rychlosti a efektivity poskytování služeb. Protože však úřady mají vlastní pohled na to, co je a co není účelné a prospěšné, musí být tato oblast pod důslednou veřejnou kontrolou. Zákazníkem je občan nebo jím volený zástupce, zpětnou vazbou jsou samozřejmě priority a jim odpovídající peníze na jednotlivé projekty. Při vážných pochybeních pak správní soudy.
Mezi hlavní nevýhody egovernmentu patří
- nerovnost v přístupu veřejnosti k internetu,
- nespolehlivost informací na webu,
- horší dohledatelnost původce nařízení či informace a její aktuálnosti.

## Kritika
Určitá anonymita egovernmentu umožňuje vznik lobbistických skupin, které by mohly ovlivnit a vychýlit veřejné mínění.
Návrh a implementace technologií při zavádění egovernmentu přinášejí další rizika, jako je například špatné zprostředkování, obtížná komunikace, zranitelnost vůči kybernetickým útokům a v jejich důsledku faktické zhoršení veřejné správy v dané oblasti.

### Riziko hyperzávislosti
Zvýšené kontakty mezi vládou a jejími občany jdou oběma směry. Jakmile se začne e-government rozvíjet a stává se stále důmyslnějším, budou občané nuceni komunikovat elektronicky s vládou ve větším měřítku. Tato skutečnost by mohla vést k nedostatku soukromí obyvatel, tak jak o nich jejich vláda získává více a více informací. Nejhorším scénářem je tak mohutný tok informací mezi státem a občany, že dává možnost vzniku totalitního státu. Když má vláda snadný přístup k příliš mnoha informacím o svých občanech, dojde k úplné ztrátě soukromí.

## Česká republika
Podle NKÚ v letech 2009 až 2012 zadala státní správa IT zakázky dohromady za 52 miliard korun. Bez výběrového řízení bylo přiděleno 37% zakázek.
O mapování služeb eGovernmentu se dlouhodobě snaží Portál veřejné správy, Ministerstvo financí a vnitra, další úřady spíše nárazově. Dále jsou zde jednorázové pokusy, např. ICT Unie, které však vzhledem k neaktuálnosti trpí špatnou kvalitou.
Souhrnně lze říci, že podpora pro přístup ke službám z jednoho místa v České republice chybí.

## Mezinárodní srovnání
- Index EGDI (E-Government Development Index, OSN) hodnotí tři základní faktory: lidský kapitál, tedy především IT gramotnost obyvatel, rozvoj sítí a infrastruktury a kvalitu online služeb, včetně služeb logistických.[7] Právě třetí jmenovaná kategorie je přitom to, v čem ČR výrazně zaostává. Česko je v tomto přehledu 27. z 28 evropských zemí. Rozvoj brzdí resortismus[ujasnit] a roztříštěnost odpovědnosti mezi několika ministerstvy
- Evropské hodnocení DESI
- Průzkumy Spojených národů na téma E-Government[8][9]